# Marvin Lee Stadium
Das Marvin Lee Stadium ist ein Fußballstadion in Macoya in Trinidad und Tobago. Das Stadion wird überwiegend für Fußballspiele des Joe Public FC genutzt. Unmittelbar benachbart ist das Dr. João Havelange Centre of Excellence, eine Fußballakademie, nach der das Stadion ursprünglich benannt war. Die Umbenennung erfolgte nach dem Tod von Marvin Lee im März 2003. Lee, Mannschaftskapitän der trinidadischen U-20-Fußballnationalmannschaft, erlitt in einem U20-Länderspiel gegen die Vereinigten Staaten im März 2001 eine Sportverletzung, die ihn ab dem Hals abwärts gelähmt zurückließ; die nachfolgende Verschlechterung seines Gesundheitszustands führte schließlich zu seinem Tod.
Internationale Turniere, im Rahmen derer Spiele im Marvin Lee Stadium ausgetragen wurden, sind die Fußball-Karibikmeisterschaften 1999 und 2001, die CFU Club Championship 2007 und 2009, die CONCACAF Champions League 2008/09 sowie die CONCACAF-Qualifikationsrunde zur Fußball-Weltmeisterschaft 2010.
Als erstes Stadion in der Karibik erhielt das Marvin Lee Stadium 2007 einen Kunstrasenbelag. Der Umbau, die nachfolgende Nutzung und die Eigentumsverhältnisse wurden teilweise durch Medienecho begleitet. Das Land, auf dem das Stadion steht, und das Centre of Excellence gehören Jack Warner, einem ehemaligen FIFA-Funktionär. Der Umbau des Stadions 2007 kostete 8 Millionen TT$, damals etwa 900.000 Euro. Ermöglicht wurde der Umbau durch einen Zuschuss von etwa 4 Millionen TT$ aus dem GOAL-Programm der FIFA, das den Mitgliedsländern den Bau von Fußballinfrastruktur ermöglichen soll. Während nur ein Bauprojekt pro Land zulässig ist, wurden Trinidad Zuschüsse für zwei gleichzeitig zu bauende Projekte gewährt, für den Umbau des Marvin Lee Stadium und für den Bau einer Futsal-Halle, die sich ebenfalls auf Warners Gelände befindet. Der zum Zeitpunkt der Zuschussgewährung für große Teile der Karibik verantwortliche FIFA-Funktionär war Daryll Warner, Jack Warners Sohn. Das Stadion und die Futsal-Halle werden vom Center of Excellence verwaltet, dessen Bau von der FIFA finanziert wurde und als dessen Eigentümer eine Warner gehörende Investmentfirma fungiert.
Die Quellenlage zur Stadionkapazität ist uneinheitlich. Soccerway.com nennt 4900 Plätze, ebenso FootballFans.eu. Fussballtempel.net nennt eine Kapazität von 6000 Zuschauern, WorldStadiums.com eine von 7000. Keine der Websites benennt ihrerseits Quellen oder gibt an, ob sich die Zahlen auf die Zeit vor oder nach dem Umbau beziehen.